# 马鞭草叶马先蒿
马鞭草叶马先蒿（学名：Pedicularis verbenaefolia）是列当科马先蒿属的植物，是中国的特有植物。分布于中国大陆的四川、云南等地，生长于海拔3,100米至4,000米的地区，常生于岩缝、草地和灌丛中，目前尚未由人工引种栽培。